# Prima persona (narrativa)
L'io narrante o narrativa in prima persona è una tecnica narrativa in cui la vicenda dell'opera è narrata e descritta da un personaggio che è protagonista o comunque partecipe delle azioni.
La narrativa in prima persona può apparire in diverse forme narrative: monologo interiore, come nelle Memorie dal sottosuolo di Dostoevskij; monologo drammatico, come ne La caduta di Albert Camus; o ancora in modo esplicito come ne Le avventure di Huckleberry Finn di Mark Twain.
Dal momento che il narratore è all'interno della storia, può non essere al corrente di tutti gli eventi della storia. Per questa ragione, l'io narrante è spesso utilizzato nella letteratura gialla, in modo che il narratore ed il lettore progrediscano insieme nella risoluzione del caso. Un esempio di questa tecnica nel giallo è ben rappresentato da L'assassinio di Roger Ackroyd di Agatha Christie. Il più celebre "io narrante" è, probabilmente, il Dottor Watson, personaggio dei romanzi e racconti scritti da Arthur Conan Doyle aventi per protagonista Sherlock Holmes.